# Semjon Konstantinowitsch Timoschenko

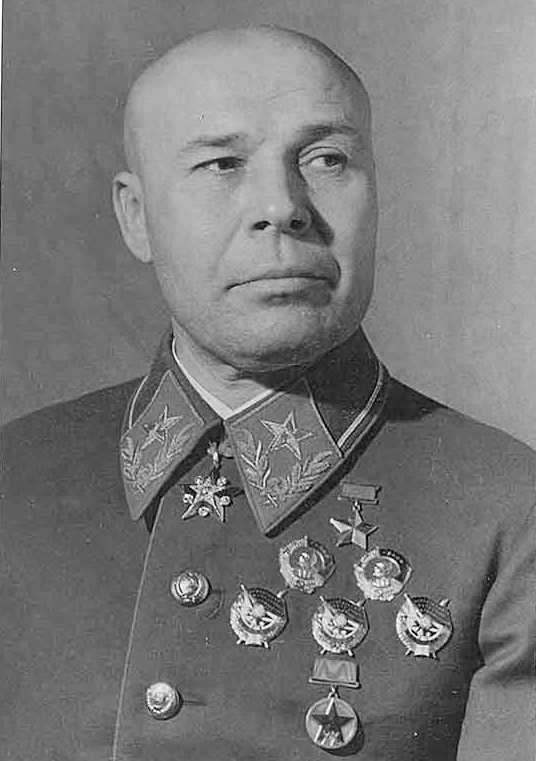
S. K. Timoschenko als Marschall der Sowjetunion im Jahr 1940

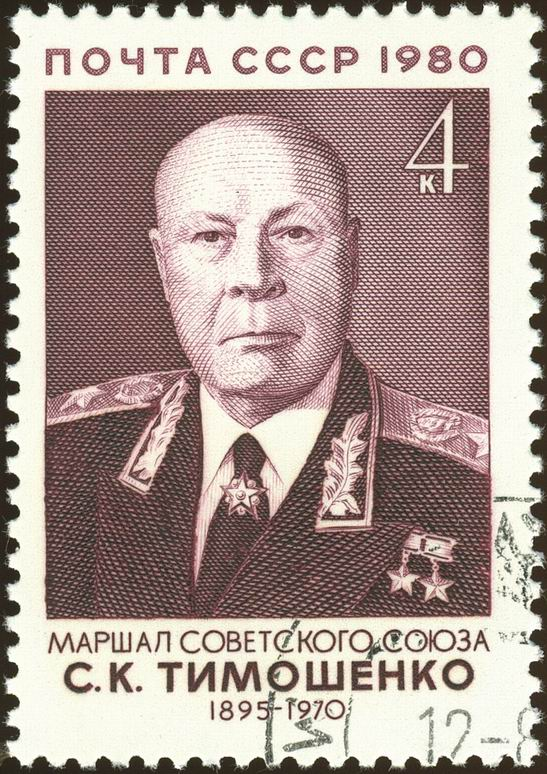
Timoschenko auf einer sowjetischen Briefmarke

Semjon Konstantinowitsch Timoschenko (russisch Семён Константинович Тимошенко, ukrainisch Семе́н Костянти́нович Тимоше́нко; * 6. Februarjul. / 18. Februar 1895greg. in Orman, Gouvernement Bessarabien; † 31. März 1970 in Moskau) war Marschall der Sowjetunion und ab Mai 1940 sowjetischer Verteidigungsminister (Volkskommissar). Dieses Amt als Oberbefehlshaber der Roten Armee übernahm Ende Juni 1941 nach Beginn des Deutsch-Sowjetischen Krieges Stalin und Timoschenko wurde sein Stellvertreter.

## Leben
Timoschenko wurde als Sohn eines ukrainischen Bauern geboren und lernte bereits ab früher Jugend harte Arbeit kennen. Im Ersten Weltkrieg diente er in der Kaiserlich Russischen Armee als Maschinengewehrschütze und bekam zwei Georgskreuze verliehen. Im April 1918 trat er als Unteroffizier in die Rote Armee ein, kommandierte bald eine Abteilung und schließlich das 1. Krim-Kavallerieregiment, mit dem er an den Gefechten bei Zarizyn teilnahm. Nach einer Reiterbrigade wurde ihm zunächst die 6. Kavalleriedivision und im August die 4. Division der 1. Reiterarmee übertragen.
Bei der entscheidenden Schlacht gegen die Weiße Armee unter Pjotr Wrangel wurde er verwundet, führte den Kampf aber weiter, wofür er den Rotbannerorden erhielt. Nach dem Bürgerkrieg diente er als Korpskommandeur, ab 1933 als Stellvertreter im Weißrussischen bzw. Kiewer Militärbezirk. Seine lückenhafte Ausbildung vervollständigte er auf der Kriegsakademie; seine Belesenheit war beachtlich. Er las Plutarch, Clausewitz und Friedrich Engels, wenn auch nicht in den Originalsprachen.
Ende 1935 nahm er unter Iona Jakir am ersten Manöver teil, bei dem Panzer, Flugzeuge und Artillerie in großer Anzahl eingesetzt wurden. Im Jahr 1937 erhielt er das Kommando über den Nordkaukasischen Militärbezirk, um ein Jahr später jenen von Kiew zu übernehmen. In diesen Jahren fielen Vorgesetzte und Kameraden in großer Zahl der „Säuberung“ der Roten Armee zum Opfer. Von den höheren Kommandeuren sollten neben ihm lediglich Kliment Woroschilow und Semjon Budjonny überleben.
Während des deutschen Überfalls auf Polen führte Timoschenko die Ukrainische Front bei der Besetzung Ostpolens. Am 7. Januar 1940 wurde ihm das Kommando über die Nordwestfront mit dem Auftrag übertragen, im Rahmen des finnisch-sowjetischen Winterkrieges die Mannerheim-Linie zu durchstoßen. Dies gelang später als erwartet und unter weit höheren Verlusten. Trotz der nur bedingt überzeugenden Leistung erntete er die Lorbeeren des Sieges über Finnland. Am 8. Mai 1940 wurde er zum Marschall der Sowjetunion befördert, als Held der Sowjetunion ausgezeichnet und löste den glücklosen Verteidigungskommissar Woroschilow ab.
In seiner neuen Funktion sollte er den Aufbau der Roten Armee in Hinblick auf eine mögliche Verwicklung in den Zweiten Weltkrieg beschleunigen. Mit dem deutschen Überfall auf die Sowjetunion am 22. Juni 1941 ging das Amt an Stalin über. Timoschenko wurde sein Stellvertreter. Am 1. Juli ersetzte er den abberufenen General Dmitri Pawlow als Oberbefehlshaber der Westfront, im September den gefallenen Michail Kirponos an der Südwestfront. Hier erlitt er im Mai 1942 beim eher improvisierten Versuch, eine taktische Gegenoffensive einzuleiten, in der 2. Schlacht bei Charkow eine schwere Niederlage. Er verteidigte sich unter Hinweis auf einen entschlüsselten deutschen Geheimplan, der für Juli eine Operation der Panzertruppen in Richtung Stalingrad – Saratow – Sysran – Arsamas vorsah, welche Moskau vom Ural, von den Ölquellen im Kaukasus und vom Nachschub aus dem Iran abgeschnitten hätte. Dieser Vorstoß sei durch die eigene Offensive verhindert worden.
In der Folge diente er als Oberbefehlshaber der Stalingrader Front (Juli 1942) sowie der Nordwestfront (Oktober 1942 – März 1943). Danach war er bis Kriegsende in der Stawka vorwiegend mit der Koordination des Zusammenwirkens verschiedener sowjetischer Fronten (Heeresgruppen) und der Operationsplanung (unter anderem Operation Jassy-Kischinew) beschäftigt.

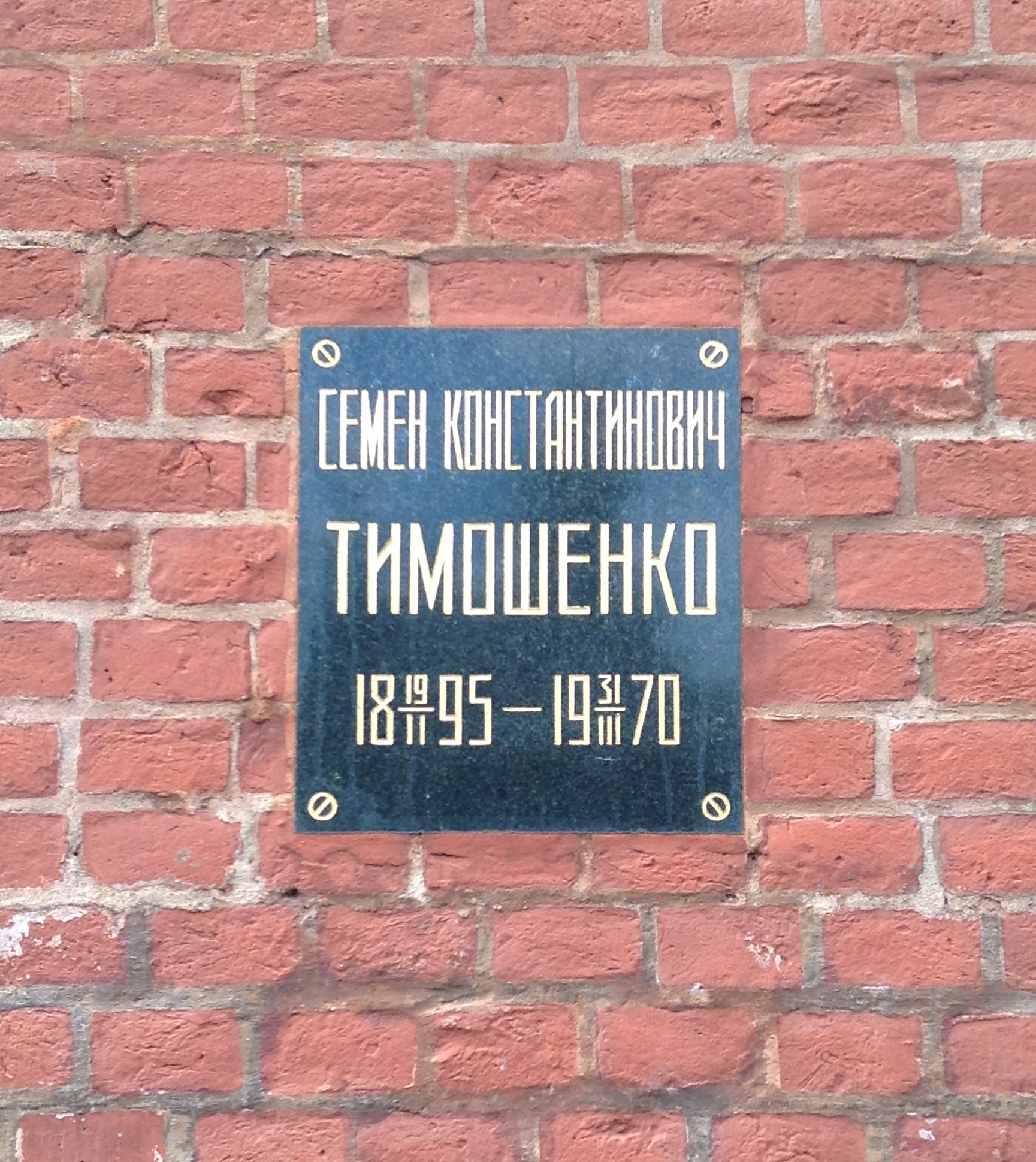
Urnengrab von Timoschenko

Nach dem Krieg half er zwei Jahre lang bei der Reorganisation der chinesischen Streitkräfte. Er wirkte mit an der Aufstellung von 7 Armeen und 10 Bauernmilizarmeen, der Ausarbeitung der strategischen Pläne für die Feldzüge in Nordchina und der Mandschurei und verbesserte die Taktiken des Partisanenkampfes aufgrund seiner Erfahrungen im Bürgerkrieg. Er verließ China, nachdem er sich mit dem chinesischen Oberkommandierenden Zhu De überworfen hatten. Später nahm Timoschenko eine Stelle als Kommandeur des Weißrussischen Militärbezirks an und trat 1960 in den Ruhestand. Er wurde zweimal als Held der Sowjetunion ausgezeichnet und war ab 1919 Mitglied der Bolschewiki, ab 1952 KPdSU genannt. Timoschenko erhielt ein Urnengrab in der Nekropole an der Kremlmauer in Moskau.
Timoschenko war passionierter Angler und Bienenzüchter.

## Auszeichnungen
- Russischer Orden des Heiligen Georg
- Revolutionäre Ehrenwaffe (28. November 1920)
- Sowjetischer Siegesorden (1945)
- Held der Sowjetunion (2×: 7. Mai 1940, 18. Februar 1965)
- Leninorden (5×: 1938, 1940, 1945, 1955, 1970)
- Rotbannerorden (5×: 1920, 1921, 1930, 1944, 1947)
- Suworoworden 1. Klasse (3×: 1943, 1944, 1945)